# St. Paul (Indiana)
St. Paul is een plaats (town) in de Amerikaanse staat Indiana.

## Demografie
Bij de volkstelling in 2000 werd het aantal inwoners vastgesteld op 1022.

## Geografie
Volgens het United States Census Bureau beslaat de plaats een oppervlakte van
0,8 km², geheel bestaande uit land.

## Plaatsen in de nabije omgeving
De onderstaande figuur toont nabijgelegen plaatsen in een straal van 28 km rond St. Paul.